# Hammond-Reisratte

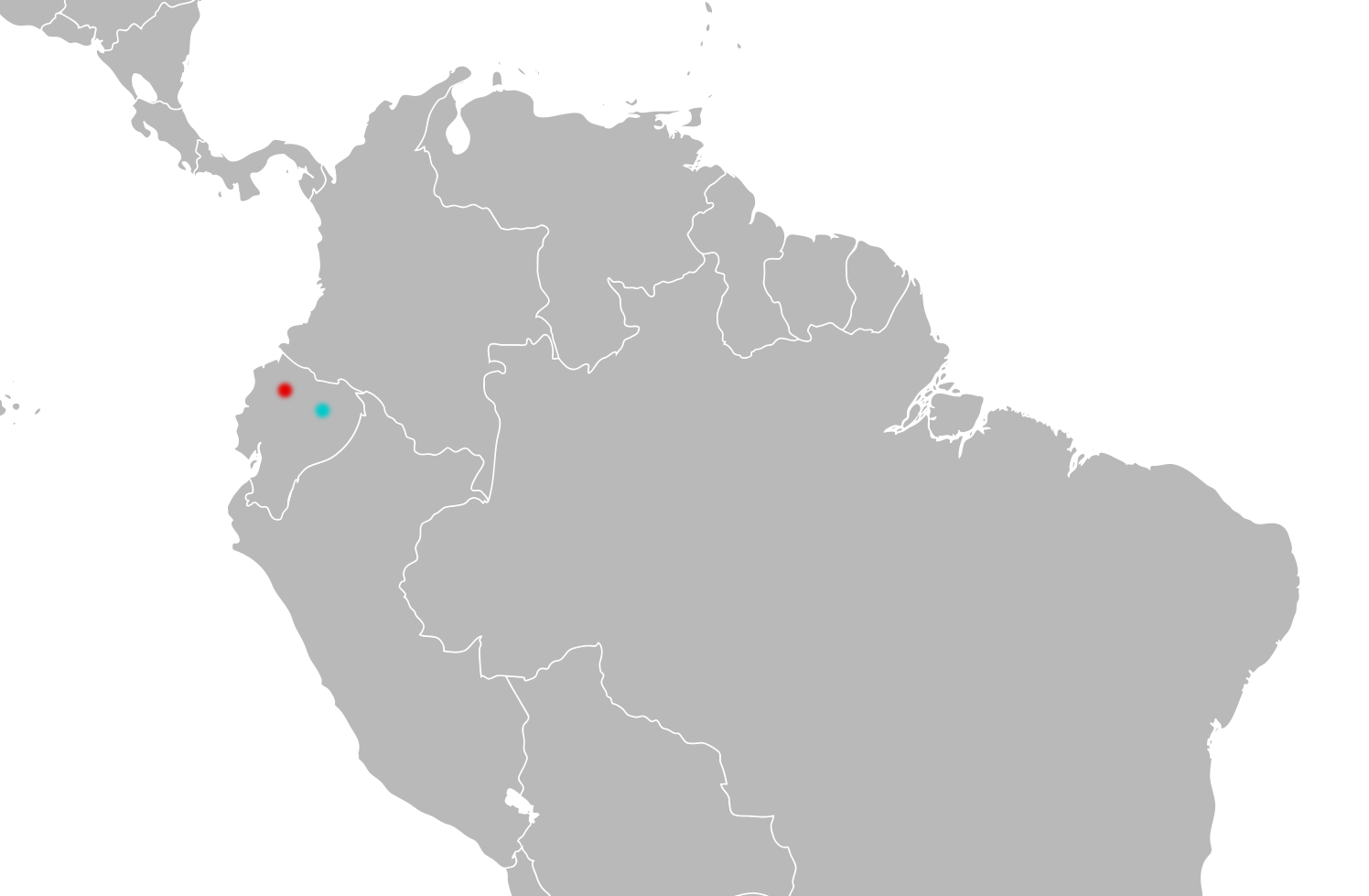
Fundort des Typusexemplars (rot) und ein weiterer umstrittener Fund (cyan)

Die Hammond-Reisratte (Mindomys hammondi) ist ein Nagetier in der Familie der Wühler, das in Ecuador verbreitet ist. Die Art zählte bis 2006 zur Gattung Reisratten (Oryzomys) sowie zuvor zu den Neotropischen Wasserratten (Nectomys) oder zur nicht mehr gültigen Gattung Macruroryzomys und wird seitdem in die monotypische Gattung Mindomys eingeordnet. Die taxonomische Stellung der Gattung zu anderen Vertretern der Unterfamilie Sigmodontinae ist noch nicht ausreichend erforscht. Der wissenschaftliche Gattungsname bezieht sich auf die Ortschaft Mindo, wo das Typusexemplar gefunden wurde.
Der Artzusatz ehrt den Tiersammler Gilbert Hammond, der Exemplare zur Erstbeschreibung an Oldfield Thomas übergab.

## Merkmale
Mit einer Kopf-Rumpf-Länge von 173 bis 293 mm, einer Schwanzlänge von 222 bis 251 mm sowie mit 38 bis 42 mm langen Hinterfüßen ist die Art ein großes Nagetier. Die Haare des Fells der Oberseite, die 14 bis 16 mm lange Borsten enthält, besitzen graue, braune und gelbe Abschnitte, was ein gesprenkeltes Aussehen erzeugt. Das Fell der Unterseite ist ebenso gestaltet, mit heller graubrauner Farbe, die gelbliche Tönungen aufweisen kann. Auf dem Schwanz sind große schwarzbraune Schuppen und schwarzbraune Haare vorhanden. An den Ohren befinden sich kurze Haare und die Krallen an den Füßen sind mit Haarbüscheln bedeckt. Innerhalb der Unterfamilie Sigmodontinae ist die Art den Neotropischen Wasserratten sehr ähnlich. Die Hammond-Reisratte hat etwa 18 mm lange Ohren. Gewichtsangaben fehlen. Die paarig angeordneten Zitzen der Weibchen sind gleichmäßig auf der Unterseite verteilt.

## Verbreitung
Die Art lebt im Norden Ecuadors in den Provinzen Esmeraldas, Pichincha sowie vermutlich Imbabura. Sie bewohnt mittlere und hohe Bereiche der Anden zwischen 1200 und 2700 Meter Höhe. Die Exemplare halten sich in feuchten Bergwäldern, in Wolken- und Nebelwäldern und in Galeriewäldern auf. Die Baumkronen liegen auf etwa 15 bis 20 Meter Höhe. Typisch sind Palmen und ein Unterwuchs aus Bambus, Pfeffergewächsen, Schwarzmundgewächsen, Bananengewächsen, Ingwergewächsen sowie Schachtelhalmen. Auf dem Boden ist meist eine Schicht aus Blättern, Ästen, Blumen, Früchten und umgestürzten Baumstämmen vorhanden. Ein weiteres Kennzeichen der Region sind kleine verschlammte Wasserläufe.

## Lebensweise
Die nachtaktive Hammond-Reisratte bewegt sich laut IUCN eher auf dem Grund, wogegen Wilson et al. (2017) eine kletternde Lebensweise annehmen. Weitere Informationen zum Verhalten liegen nicht vor.

## Gefährdung
Laut Schätzungen wurden etwa 40 Prozent des ursprünglichen Verbreitungsgebiets in Kulturlandschaften umgewandelt. Bis zum Jahr 2016 waren nur 17 Exemplare bekannt. Zwischen den Funden lagen bis zu 46 Jahre. Die IUCN listet die Hammond-Reisratte als stark gefährdet (endangered).